# Моложское княжество
Моло́гское (Моло́жское) кня́жество — русское княжество на реке Мологе, существовавшее в XIV—XV веках. Значительная часть его территории ныне затоплена Рыбинским водохранилищем.

## История
После смерти Ярославского князя Давида в 1321 году его сыновья, Василий и Михаил, разделили Ярославское княжество: Василий, как старший, наследовал Ярославль, а Михаил получил удел по рекам Мологе до Устюжны включительно и Волге от реки Белой Юги до реки Юхоти и поселился, вероятно, там, где, как полагал Троицкий, стоял город Молога. Это предположение он основывает на местном предании, свидетельствующем, что князь Михаил, отправляясь в свой удел, принёс, как благословение отца, икону Тихвинской Божией Матери, которая составляла главную святыню Мологского Афанасьевскаго монастыря. К тому же, в мологском уделе место, где была Молога, лучшее по водному пути сообщения; а города основывались прежде, главным образом при устьях рек.
В 1362 году князь Михаил Давидович, который, равно как и его преемники владели (с некоторым впрочем подчинением князьям Ярославским) до Ивана III (1471 год) городом Мологой и принадлежащими к нему землями на праве удельных владетельных князей, ездил, вместе с великим князем Дмитрием Ивановичем, на поклон к хану Амурату в Орду, а такая поездка была в те времена признаком своего рода самостоятельности ездившего князя. При князе Михаиле в 50 км от устья реки Мологи в Холопьем городке возникла международная ярмарка с меновой торговлей. Время кончины князя Михаила (приблизительно около 1362) не известно; известно только, что после него осталось три сына — Фёдор, Иван и Лев.
Княжество Мологское наследовал после Михаила, всё без раздела, старший сын его Фёдор; братья же его, неизвестно почему, уделов вовсе не получили. Князь Фёдор, равно как и многие другие современные ему князья, был уже, как говорилось тогда, «один человек» с Великим князем Московским, каковым был тогда Дмитрий Иванович Донской. Фактически же подчинённость Мологи Москве выражалась в участии Фёдора в войне (1375) Дмитрия Донского против Твери, князем которой был Михаил Александрович. Впрочем, спустя 26 лет, Тверской князь Михаил породнился в 1397 году с князем Мологским, женив внука своего, князя Александра Ивановича, на дочери Мологского князя Фёдора. Как подданный Великого князя Московского, мологский князь был, со своей дружиной, в 1380 году, и в знаменитой Куликовской битве, находясь на правом крыле русского воинства, а в 1386 году принимал участие в походе против мятежного Новгорода. Скончался Фёдор Михайлович в 1408 году, приняв перед смертью, по обычаям того времени, иноческий чин с именем Феодорита; погребён в соборной церкви Мологи.
По смерти Фёдора Михайловича, удел мологский разделился, по числу сыновей, на три части. Иван стал князем Прозоровским (владения по реке Редьме с центром в селе Прозорово), Семён — князем Сицким (удел по реке Сить), титул же князя Мологского получил старший из братьев, Дмитрий Перина, которому наследовал сын его Пётр, род которого в третьем колене пресёкся совершенно.

### Деньги Моложского княжества
Для крупных платежей использовались серебряные гривны — слитки весом по 200 грамм, делящиеся на 200 денег или 400 половинных денег — (четвериц, по аналогии с Новгородской денежной системой XIV-XV)
Некоторые из прямых потомков князей Мологских оставили по себе в истории крупный след и добрую память, таковы князья Прозоровские, Сицкие, Ушатые.
От детей первого удельного мологского князя Михаила Давидовича шло новое поколение; так от Ивана Михайловича произошли князья Голыгины, Ушатые, Шамины и Шуморовские, а от Льва Михайловича — князья Дуловы. О родоначальнике последних — князе Льве сохранилось, как свидетельствует Троицкий, сведение, что сын его, кннязь Андрей, не получив доли в родовом уделе, выехал из этой местности и поселился в Твери. Кроме князей Шуморовских, отчина которых находилась на реке Шуморе, впадающей в Волгу несколько выше реки Мологи, где находилось село Шуморово, все почти упомянутые князья не имели вотчин, что видно, как говорит Троицкий, из самых их прозваний, которые явно не вотчинные, а личные. Роды их давно уже погасли.
Семён Федорович, сын Фёдора Михайловича, первый удельный князь Сицкий, известен только по родословным, по которым у него было два сына: бездетный Борис, павший в 1445 году в битве с казанцами при суздальском Спасо-Евфимьевом монастыре, и Пётр, от которого пошло потомство князей Сицких. Правнук этого Петра, князь Василий Андреевич, боярин и воевода (умер в 1578 году под стенами Вендена), был женат на Анне Романовне Юрьевой-Захарьиной, сестре царицы Анастасии Романовны.